# Piletocera bisignalis
Piletocera bisignalis là một loài bướm đêm trong họ Crambidae.